# Fastsonntag
Fastsonntag (früher Fasttag) ist ein Sonntag, an dem die Mitglieder der Kirche Jesu Christi der Heiligen der Letzten Tage fasten. Außerdem bezeugen sie die Wahrheit des mormonischen Glaubens, indem sie Zeugnis von diesem ablegen. Deshalb wird dieses Treffen auch ein Fasten- und Zeugnistreffen genannt.

## Übersicht
Am Fastsonntag werden die Mitglieder ermutigt, zwei ganze Mahlzeiten auszulassen. Die Mitglieder werden auch ermutigt, das Geld, welches sie durch das Fasten sparen, der Kirche zu spenden. Diese verwendet das so gesammelte Geld für die Versorgung von Bedürftigen.
Am Fastsonntag gibt es ein Abendmahl. Zusätzlich fasten aber die Mitglieder der Kirche und bezeugen ihren Glauben an das Mormonentum. Anstatt festgelegte Sprecher und Themen zu behandeln, darf jeder an diesem Sonntag vor die Gemeinde treten und seinen Glauben bekennen. Menschen, die keine Mormonen sind, sind bei diesen Aktivitäten ebenfalls willkommen.
Der Fastsonntag ist gewöhnlich der erste Sonntag eines jeden Monats. Wenn die Umstände es verlangen, wird der Tag vom Bischof und der Gemeindeleitung angepasst. So wird etwa bei der Generalkonferenz oder der Weihung von Tempeln ein Fastsonntag gehalten.
Zusätzlich können einzelne Mitglieder für spezielle Ereignisse individuell fasten.

## Geschichte
Der Tag zum Fasten wurde nach Angabe von Brigham Young durch Joseph Smith eingeführt:

„Du weißt, dass der erste Donnerstag eines jeden Monats ein Tag zum Fasten ist. Wie viele hier kennen den Ursprung dieses Tages? Bevor der Zehnte gezahlt wurde, wurden die Armen durch freiwillige Spenden unterstützt. Sie kamen zu Joseph und wollten Hilfe in Kirtland. Er sagte, dass es einen Tag zum Fasten geben sollte, über den entschieden wurde. Der Tag wurde einmal im Monat begangen, wie jetzt. Alles, was an dem Tag gegessen werden sollte, wurde zum Fastentreffen gebracht und einer Person gegeben, die verantwortlich gemacht wurde, es unter den Armen zu verteilen.“

Im 19. Jahrhundert waren ein Fünftel aller Konvertiten zum Mormonentum in Großbritannien von Beruf Bergmann. Wegen ihrer schweren körperlichen Arbeit wurde ihnen gewährt, am Sonntag statt am Donnerstag zu fasten. Diese Praxis wurde unter den Mitgliedern in Großbritannien populär und verbreitete sich bald. Im Jahr 1896 wurde der Fastentag offiziell auf den ersten Sonntag im Monat verlegt und nicht mehr am Donnerstag begangen. Seit dieser Zeit heißt der Tag in der Kirche Jesu Christi der Heiligen der Letzten Tage Fastsonntag.
Moderne Kirchenführer der HLT-Kirche haben die Notwendigkeit eines Fastentages hervorgehoben. Zum Beispiel sagte Gordon B. Hinckley:

„Was würde passieren, wenn die Prinzipien eines Fastentages und einer Fastenspende auf der ganzen Welt eingehalten würden? Die Hungrigen würden ernährt werden, die Nackten bekleidet werden, und die Menschen ohne Wohnung fänden ein Zuhause. […] Eine neue Gewohnheit von Besorgnis und Selbstlosigkeit würde in den Herzen der Menschen überall wachsen.“

## Gesundheitsvorteile
Forschungen, die bei der American Heart Association an der University of Utah von Benjamin Horne vorgestellt wurden, legen nahe, dass ein wöchentlicher Fastentag gegen Koronare Herzkrankheit hilft. Amerikanische Mormonen haben im Allgemeinen eine Anfälligkeit von 61 % für diese Krankheit. Amerikanische Nicht-Mormonen haben dagegen eine Anfälligkeit von 66 %. Der Gebrauch von Tabak durch Nicht-Mormonen wird dafür verantwortlich gemacht. Jedoch wurde bei amerikanischen Mormonen, die sich haben untersuchen lassen, bei 59 % diese Krankheit festgestellt gegenüber 67 % bei denen, die nicht fasteten.

## Weitere Literatur
- Fasten in der Enzyklopädie des Mormonismus